# Adrian Zaluschi
Adrian Silviu Zaluschi (sinh ngày 2 tháng 12 năm 1989) là một cầu thủ bóng đá người România thi đấu ở vị trí tiền vệ cho Poli Timișoara, theo dạng cho mượn từ Ripensia Timișoara.